# Sam Clemmett
Sam Clemmett (Brundall, 1 oktober 1993) is een Brits acteur. 
Clemmett begon zijn acteurscarrière in 2011 op 17-jarige leeftijd in het toneelstuk Lord of The Flies bij het Regent’s Park Open Air Theatre. Daarna verscheen hij onder andere in de toneelstukken Accolade in het Saint James Theatre en Wendy and Peter Pan bij de Royal Shakespeare Company. Tevens speelde hij in meerdere kleine rollen in films en televisieseries, waaronder Foyle's War.
Zijn doorbraak kwam toen hij de rol van Albus Potter vertolkte in de theaterproductie Harry Potter en het Vervloekte Kind – in het seizoen 2016-2017 op West End in Londen in het Palace Theatre, in het seizoen 2018-2019 in het Lyric Theatre op Broadway in New York.
- Virtual International Authority File: 8851155769104227880007